# Elsa (Disney)
Elsa de Arendelle é uma personagem fictícia do 53º filme de animação dos estúdios Walt Disney Pictures, Frozen. Ela é inspirada na personagem-título de A Rainha da Neve, de Hans Christian Andersen. Na versão original norte-americana, Elsa é dublada pela atriz e cantora Idina Menzel, cuja atuação foi amplamente elogiada. No Brasil, a personagem é dublada por Taryn Szpilman.
A personagem da Rainha da Neve, originalmente neutra e de coração frio no conto de fadas de Hans Christian Andersen, e frequentemente retratada como vilã em diversas adaptações, se mostrou difícil de adaptar para o cinema devido à sua representação um tanto transparente. Diversos executivos, incluindo Walt Disney, tentaram desenvolver a personagem, mas várias tentativas de adaptação cinematográfica foram descartadas por não conseguirem dar vida a ela de forma convincente. Foi somente quando Chris Buck e sua codiretora, Jennifer Lee, decidiram retratar Elsa e Anna como irmãs que o dilema foi solucionado. Enquanto a luta de Anna é externa, a de Elsa é interna, o que levou a personagem a ser reescrita como uma figura simpática e incompreendida.
Elsa foi amplamente elogiada pelos críticos pela sua personalidade multifacetada, tornando-se um dos personagens mais populares da Disney. O nome Elsa chegou a se tornar um dos mais comuns para bebês na Inglaterra em 2014. A revista Time classificou Elsa como o personagem fictício mais influente daquele ano.

## Desenvolvimento

### Origem e concepção

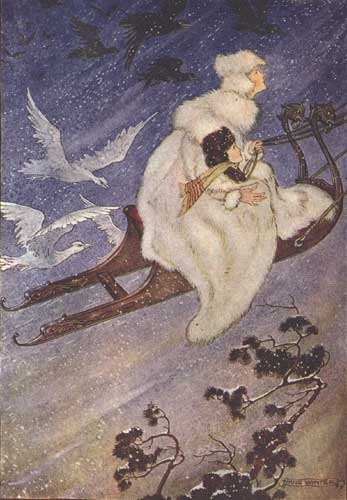
Uma ilustração da Rainha da Neve, a personagem em que Elsa foi baseada

Tentativas de produzirem o conto de fadas A Rainha da Neve de Hans Christian Andersen começaram nos Estúdios Disney por volta de 1943. Walt Disney foi incapaz de encontrar uma maneira de fazer o filme A Rainha da Neve de uma forma "leal" ao conto original e, eventualmente, abandonou o projeto. O conto se concentrava em dois filhos, um chamado Gerda (que mais tarde serviu de inspiração para a Princesa Anna) e o outro chamado Kai (que mais tarde serviu de inspiração para Kristoff), que estaria "amaldiçoado com a negatividade", depois que seu coração é perfurado com um caco de vidro de um espelho encantado. Mais tarde, ele é sequestrado pela Rainha da Neve. Um dos principais problemas da história original era a interação necessária entre a protagonista, Gerda, e a Rainha da Neve. A versão de Andersen não possui nenhum confronto entre elas: quando Gerda entra no castelo de gelo da Rainha da Neve e derrama as lágrimas sobre Kai, a Rainha da Neve não pode ser vista. Dessa forma, não era possível transformar o conto de fadas em um filme. Por volta de 2008, Chris Buck mostrou a sua versão de A Rainha da Neve para a Disney. Na época, o projeto seria uma animação tradicional chamada Anna e a Rainha da Neve. No entanto, no começo de 2010, a produção acabou tendo o mesmo problema anterior e foi interrompida novamente. A codiretora de Frozen, Jennifer Lee, comentou: "Um dos problemas do material original para nós de diversas formas é que se trata de uma história muito simbólica. É muito difícil traduzir o simbolismo em coisas concretas. O filme é concreto, então você precisa traduzi-lo."
Vários executivos de cinema fizeram esforços para o projeto. Porém em 2011, o diretor Chris Buck começou a trabalhar em uma outra tentativa de adaptação e também enfrentou desafios com a personagem da Rainha da Neve. Depois, foram feitas várias propostas para alterações, e foi sugerido criar uma irmã para a Rainha da Neve, Anna. "Uma vez que percebemos que esses personagens poderiam ser irmãos e ter um relacionamento, tudo mudou", Peter Del Vecho (produtor). Depois do sucesso de Tangled, a Disney anunciou em 22 de dezembro de 2011 um novo filme, Frozen, junto com sua data de estreia, 27 de novembro de 2013. Peter Del Vecho e John Lasseter assumiram o cargo de produtores do projeto. Agora que o filme estava revivido de novo, um dos maiores desafios de Chris Buck e de sua equipe era elaborar a aparência dos personagens. Os storyboards foram apresentados para John Lasseter, que dizia para a equipe de produção: "Vocês não fizeram profundidade o suficiente". Lasseter comentou que a última versão de Chris Buck foi divertida e alegre, mas não tinha muitas expressões e que ela, por tanto, não ressoava para o produtor.
A Rainha da Neve, agora com o nome de Elsa, continuou a ser escalada como vilã, e a Disney divulgou a seguinte sinopse para Frozen em maio de 2013:
Quando Anna é amaldiçoada por sua irmã distante, a fria Rainha da Neve, a única esperança de Anna de reverter a maldição é sobreviver a uma viagem perigosa, mas emocionante, através de uma paisagem gelada e implacável. Apoiada por um robusto homem solitário (dos que procuram emoção), sua rena e um boneco de neve mal-humorado, Anna deve correr contra o tempo, conquistar os elementos e batalhar com um exército de bonecos de neve ameaçadores, se ela deseja derreter seu coração congelado.
Manuscritos anteriores incluíam ações mais antagônicas para Elsa, como intencionalmente ter amaldiçoado Arendelle com um inverno eterno. Além disso, ela teria criado um exército de bonecos de neve sendo o personagem cômico Olaf escrito como um boneco de neve menor que foi expulso por Elsa por ser muito pequeno. Dentro de dois meses, no entanto, os scripts foram alterados para dar ênfase à sua falta de controle sobre seus poderes. Olaf foi reduzido para o único boneco de neve criado por Elsa, e em vez disso ele serve como um lembrete de amizade de infância das irmãs. Na versão final, Elsa cria uma única criatura de neve gigante que se chama Marshmallow e age como um protetor depois de Elsa ser marcada como vil. A personalidade da Rainha da Neve foi uma das três mais trabalhadas no roteiro, junto com a de Gerda, que inspirou a personagem de Anna, e de Kristoff, baseado em Kai. Os personagens não eram considerados familiares entre si e isso foi resolvido ao estabelecer Anna e Elsa como irmãs. Isso mudou a história dramaticamente, transformando o conflito entre o bem e o mal para o conflito entre o amor e o medo.

### Voz

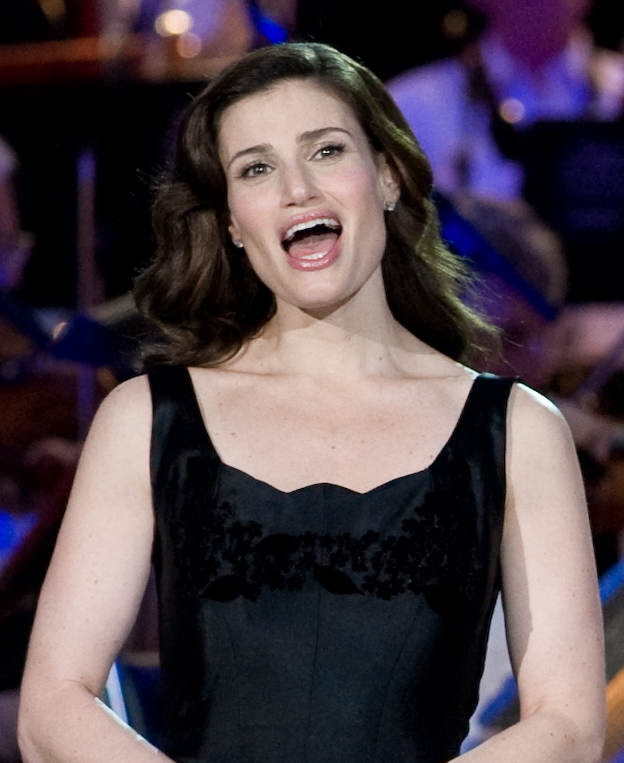
Idina Menzel é originalmente responsável pela voz e canto de Elsa

Eva Bella e Spencer Lacey Ganus foram escolhidas para retratar Elsa como criança e como adolescente, respectivamente. A atriz e cantora Megan Mullally foi originalmente escolhida para retratar Elsa adulta, mas foi substituída por Idina Menzel, atriz e cantora da Broadway, mais conhecida por atuar como Elphaba em Wicked.Idina Menzel já conhecia Kristen Bell (responsável pela voz de Anna), pois anteriormente tinham feito o teste para o papel principal do filme Tangled, Rapunzel. Idina Menzel não foi escalada para o papel, mas o diretor do elenco gravou seu canto e depois mostrou a gravação para os executivos de Frozen. Menzel ficou surpresa quando foi posteriormente convidada para uma audição, e ela recebeu o papel depois de ler o roteiro em voz alta. Em entrevistas, ela reconheceu semelhanças de Elsa, seu papel em vigor na época, com Elphaba, seu papel anterior. Ou seja, ela disse, ambos eram indivíduos muito poderosos e muito incompreendidos.
O diretor Chris Buck acreditava que os vocais de Menzel iriam ajudar na interpretação da personagem, dizendo: "Idina tem uma sensação de vulnerabilidade em sua voz. Ela interpreta uma personagem muito forte, mas alguém que vive com medo, por isso, precisava de alguém que pudesse retratar ambos os lados da personagem, e Idina foi incrível." Menzel não estava acostumada a trabalhar com filmes de animação e ser obrigada a retratar os sentimentos de sua personagem sozinha, embora ela não ache que foi um trabalho particularmente desafiador. Enquanto na gravação, ela foi capaz de "brincar" com a voz dela, tentando vários tons para estabelecer os intervalos nas emoções de Elsa. Durante a produção, Idina Menzel e Jonathan Groff (que interpreta Kristoff) foram até o estúdio de animação para explicar aos seus animadores como eles estavam se aproximando de seus personagens. Os animadores perguntaram a Menzel sobre seu canto, observando como ela respirava, pois ela cantou ao vivo, e foram feitas gravações. Eles ficaram animados com a respiração de Elsa, pois coincidia com a respiração de Menzel, assim pode haver mais realismo.
De acordo com o compositor Robert Lopez, o alcance vocal de Menzel foi capaz de transmitir claramente o lado "humilde, vulnerável, e frágil" de Elsa, bem como o seu poder e auto realização. Menzel comentou que era "uma honra" ter a música e que ela gostava de gravá-la. "É uma colisão de um grupo de forças que estão todos juntos no caminho certo", explicou ela. "O personagem, o que ela está cantando e o que ela está passando. Belas letras, melodia bonita e um pouco de mim". Chris Buck e Jennifer Lee também foram surpreendidos pelas vozes de Idina Menzel e de Kristen Bell serem tão compatíveis. Buck e Lee também foram surpreendidos pela compatibilidade da voz de Idina e a voz de Kristen. Em um ponto durante uma leitura na mesa, elas cantaram uma balada (mais tarde revelada como "Wind Beneath My Wings") com tanto sentimento que teria deixado todos que estiveram presentes com lágrimas nos olhos. Em seguida, Lee queria que Menzel e Bell estivessem na mesma sala em que eles estavam gravando as cenas emocionais importantes do filme.
Em 2013, Idina recebeu o convite para dublar a protagonista do musical animado da Disney, Frozen. Sua dublagem como a rainha Elsa na animação, incluindo a versão lusófona da canção vencedora do Oscar "Let It Go" ("Livre Estou"), foi bem recebida pelo público e pela crítica.

### Designe caracterização
Após o vazamento de Idina Menzel como Elsa, sua caracterização sofreu várias alterações. Segundo Menzel, ela foi originalmente escrita como um antagonista unidimensional, mas foi gradualmente revista como uma figura multifacetada mais vulnerável. Menzel descreveu sua personagem como "extremamente complicada e mal entendida". A Diretora Jennifer Lee afirmou que Elsa é em grande parte impulsionada pelo medo ao longo do filme. O produtor executivo e animador John Lasseter ficou muito "protetor de Elsa" e foi inflexível, retratando-a sobre uma luz mais favorável, Simpática. A escritora e diretora Jennifer Lee afirmou no Twitter que a linguagem e o corpo de Elsa foram "intencionais para mostrar ansiedade e depressão". Em julho de 2013, a Disney lançou imagens dos personagens principais do filme, juntamente com contornos de seus papéis na história. Elsa recebeu a seguinte descrição:
Vista de fora, Elsa aparenta ser equilibrada, majestosa e reservada, mas na realidade vive com medo de um importante segredo: nasceu com o poder de criar gelo e neve, uma habilidade deslumbrante mas também extremamente perigosa. Assombrada pelo momento em que a sua magia quase matou a sua irmã mais nova Anna, Elsa isolou-se, passando todos os minutos em que não está dormindo suprimindo seus poderes cada vez mais fortes. As suas emoções crescentes fazem disparar a sua magia, iniciando acidentalmente um Inverno eterno que ela não é capaz de impedir. O seu receio é tornar-se um monstro e que ninguém, nem mesmo a sua irmã, possa ajuda-la.
O Supervisor de animação de Elsa foi Wayne Unten, que pediu seu papel pois ele era fascinado por sua complexidade. Unten desenvolveu cuidadosamente as expressões faciais de Elsa, a fim de trazer para fora seu medo em contraste contra o destemor de Anna. Por seu trabalho na concepção e animação de Elsa, Unten e outros três funcionários da Disney Animation mais tarde ganharam o prêmio de Character Outstanding Animated no Visual Effects Society Awards 2013. São eles: Joy Johnson, diretor técnico da personagem; Alexander Alvarado, olhar artístico de desenvolvimento (título de trabalho da Disney para artistas de textura); e Chad Stubblefield, supervisor de modelagem. O diretor técnico Yoo Jae-hyun trabalhou durante um ano e meio na criação dos efeitos especiais de gelo de Elsa, incluindo os efeitos associados ao vestido. Os produtores identificaram a cena em que Elsa canta "Let It Go" ("Livre Estou" ou "Já Passou") como um ponto crucial no desenvolvimento da personagem. A cena retrata a sua escolha de "liberdade" de seu medo e de usar seus poderes. O supervisor de projeto da personagem, Bill Schwab, disse: "Antes de 'Let It Go', Elsa era realmente toda abotoada, o cabelo dela era até perfeito. Durante a canção, ela se permite ser quem ela é e tudo muda, o cabelo dela agora é mais selvagem, e seu vestido é mágico. Ela está finalmente livre, mesmo estando sozinha".
Os animadores de Elsa projetaram sua aparição para refletir sua metamorfose; no início, ela é mostrada principalmente em trajes restritivos e confinantes. Idina Menzel disse que, depois de aceitar suas habilidades, a aparência de Elsa torna-se "muito vampiresca", continuando: "Ela é muito sexy para a Disney, eu tenho que dizer que estão empurrando os limites um pouquinho! Mas há um brilho nos olhos de uma supermodelo caminhando e, para mim, foi divertido ser loira, porque eu não sou na vida real". Em uma entrevista em janeiro de 2014 com John August e Aline Brosh McKenna, Lee revelou que Lasseter pessoalmente ajudou a conceituar a transformação física de Elsa.
A cena também foi um ponto crucial no desenvolvimento do caráter de Elsa, que foi inicialmente planejada para representá-la tornando-se mal. Robert Lopez, que compôs a música com sua esposa, Kristen Anderson-Lopez, explicou, "Elsa iria deixar de ser esta princesa perfeita que tentou manter a sua personalidade para baixo toda a sua vida dizendo, Dane-se. Esta vai ser eu." Eles queriam usar a música como uma forma de obter uma melhor compreensão do caráter e seria como se ela já não estivesse mais vivendo com medo, que finalmente resultou como tornando-se muito mais complexa. Ela tenta inicialmente suprimir os seus poderes, a fim de evitar ferir os outros, especialmente Anna, e quando ela já não é mais capaz de fazer isto, ela se expulsa do reino para proteger aqueles ao seu redor. O escritor Chumbo Paul Briggs disse que o apoio de Anna a Elsa é o que se mais precisa, quando seu segredo é exposto. "A força dos laços de família é o que torna esta história tão poderosa", explicou ele, "porque é sua irmã que está disposta a olhar para além de seus poderes e ficar entre ela e o mundo, se isso é o que é preciso".

Arte conceitual para o filme Frozen de 2013 da Disney. Os primeiros designs de Elsa, a Rainha da Neve, foram inspirados na cantora Amy Winehouse.

A aparência de Elsa teve de ser redesenhada Após sua transição de antagonista para protagonista. Ela foi feita originalmente em um estilo similar ao vilões da típicos da Disney, com pele azul e um cabelo preto espetado. John Lasseter teria influenciado na criação da aparência final muito mais suave da personagem, em especial no que diz respeito ao seu cabelo muito mais grosso e loiro, o que animadores achavam difícil de projetar. O diretor de arte Michael Giaimo disse que, enquanto uma série de estratégias fossem propostas para o cabelo de Elsa, Lasseter iria empurrar a equipe de animação para continuar a fazer melhorias, dizendo: "Não é aceitável o suficiente. Queremos que as pessoas se sintam que este cabelo é uma indicação bonita." Durante uma viagem de pesquisa, produtores constataram que "há muitas tranças" usadas pelas mulheres na Noruega; Eles, então, contrataram um estilista de Nova York chamado "Danilo", que ajudou a criar um estilo que reflete que, continua sendo "um pouco diferente". Um novo programa de animação chamado "Tonic" foi inventado para ajudar na tarefa, e o cabelo do personagem acabou exigindo 420.000 fios CGI. Em contraste, Anna recebeu cerca de 140.000 fios de cabelo enquanto Rapunzel de Tangled exigiu apenas 27.000 fios CGI para seu cabelo.
No início de 2018, discussões de dentro do Disney Studios foram divulgadas, centradas no possível desenvolvimento de Elsa como lésbica em Frozen II. No entanto, isso foi desmascarado mais tarde quando os Anderson-Lopezes confirmaram que Elsa não teria nenhum interesse amoroso no filme. Lee mais tarde explicou a Maureen Dowd que eles submeteram os personagens aos testes de Myers-Briggs e comentou: "realmente descobri que Elsa não está pronta para um relacionamento".

#### Habilidades
Desde que Elsa é introduzida como uma criança no início do filme, os animadores queriam o primeiro vislumbre de seus poderes para refletir seu estado inocente e fantasioso de espírito no momento. Isto incluiu a seus primeiros flocos de neve um design simples. Seus padrões de neve e gelo se tornaram mais intrincados e complexos quando ela se torna adulta. O co-supervisor de efeitos Marlon Weste elaborou, "Quando Elsa finalmente solta e começa realmente possuir seus poderes, queríamos que o gelo e neve fizessem chegar a frente a ideia de que Elsa já cresceu e tornou-se esta bela, elegante, confiante e poderosa jovem".
O palácio de gelo que ela cria ao cantar a musica "Let It Go" ("Livre Estou") foi projetado para ilustrar o amadurecimento de seus poderes, bem como "uma manifestação de seus sentimentos para o mundo". Seu palácio é inicialmente belo; no entanto, depois que ela se torna consciente da destruição que ela inadvertidamente causou, e estando cada vez mais difamada e caçada pelos outros, torna-se mais escuro e distorcido, com pingentes irregulares que se formam nas paredes. A equipe de design do filme era incerto sobre como seria e tirou projetos para vários castelos de gelo cheios de neve. Lasseter queria padrões de flocos de neve para influenciar a maneira pela qual Elsa cria o palácio. "Os flocos de neve são esses minúsculos cristais de gelo que se formam no meio do ar. E quando há mudanças de temperatura e umidade, estes flocos de neve começam a crescer em um padrão que é conhecido como ramificação e chapeamento", disse o co-supervisor de efeitos Dale Mayeda. "Lasseter disse: 'Sabe, quando Elsa constrói seu palácio de gelo, seria tão surpreendente se a cada passo do caminho deste castelo formasse ar rarefeito, é só ramificação e chapeamento, ramificação e chapeamento de tudo ao longo do caminho".
Cinquenta animadores trabalharam na cena em que o castelo foi construído, e a cada um frame seria necessário 30 horas para renderizar. Mais tarde, eles usaram técnicas semelhantes à roupa de Elsa. Enquanto a tradicional arte norueguesa rosemaling foi a inspiração para seu figurino no início do filme, seu vestido de gelo foi projetado de forma semelhante ao seu palácio, com flocos de neve influenciando fortemente seu estilo. Sua própria capa é um grande floco de neve.

## Aparições

### Frozen
Elsa, princesa de Arendelle e herdeira do trono, nasce com a capacidade de criar e controlar o gelo e a neve. Quando criança, ela usa suas habilidades para criar um paraíso de inverno para brincar com sua irmã mais nova e melhor amiga, a princesa Anna. Depois de criar um boneco de neve chamado Olaf, Elsa acidentalmente atinge Anna com sua magia. O rei e a rainha rapidamente levam Anna para os trolls da montanha a ajudarem. Enquanto a cura, o rei troll (Pabbie) informa aos reis presentes que as habilidades de Elsa vão crescer, tornando-se ao mesmo tempo bela, porém muito perigosa e que ela deve aprender a controlá-los. Enquanto Pabbie apaga a memória de Anna do incidente e dos poderes de sua irmã mais velha, em geral, Elsa está traumatizada pelo evento. O rei e a rainha tomam drásticas medidas para controlar e esconder os poderes de Elsa: os portões do castelo são trancados, Elsa fica trancada em seu quarto durante a maior parte do tempo, é dada luvas para ajudar a suprimir seus poderes e é a ela para esconder suas emoções. No entanto seus poderes continuam a crescer e se tornarem cada vez mais forte e então ela fica com medo de prejudicar aqueles com quem ela se preocupa e ama. Enquanto isso, sua irmã Anna se torna menos feliz e confusa com a perda de contato com sua irmã e tenta, sem sucesso, persuadi-la para fora de seu quarto. Quando as irmãs se tornam adolescentes, o navio em que o rei e a rainha estavam navegando acaba naufragando, deixando Anna e Elsa se sentindo ainda mais solitária.
Três anos se passam, e Elsa, agora de idade, está pronta para suceder formalmente seu pai como a rainha de Arendelle. Embora ela esteja com medo de abrir o castelo para as grandes multidões, seu coroação continua relativamente pacífico. No entanto, na festa de recepção, Anna pede a bênção de Elsa para casar-se com o príncipe Hans das Ilhas do Sul, a quem Anna tinha conhecido na manhã daquele mesmo dia. Elsa se recusa a abençoar o casamento de Hans com Anna (Pois Anna acaba de o conhecer) o que levou uma discussão entre as duas. Chateada, Elsa revela acidentalmente seu poder. Após ser acusada pelos convidados e seus súditos de "feitiçaria" e de "monstro", Elsa foge do castelo e refugia-se nas montanhas geladas. No processo, as suas emoções desencadeiam um inverno "eterno" em toda Arendelle. Então ela decide abraçar, enfim, todos os seus poderes e constrói um enorme palácio de gelo onde ela acredita que pode viver livremente, sem medo de magoar as pessoas. Ela também reconstrói seu boneco de neve infância, Olaf, e, sem saber, o concede vida.
Anna, determinada a encontrar Elsa e trazê-la de volta, viaja através das montanhas, encontrando Olaf e um homem da montanha chamado Kristoff. Eles chegam ao palácio de gelo, onde Anna tenta persuadir Elsa a voltar para casa e consertar seu relacionamento. Quando Elsa resiste em não voltar (devido à sua memória de ferir Anna quando criança devido a seus poderes) Anna diz a ela sobre o estado em que Arendelle e todo o seu povo foi deixado. Horrorizada, Elsa a ataca acidentalmente e congela o seu coração. Agora ainda mais horrorizada com a perspectiva de ferir sua irmã e as pessoas com seus poderes Elsa obriga Anna, Kristoff e Olaf a saírem, criando uma criatura neve gigantesca (chamada por Olaf de Marshmallow), que é um símbolo de seu desejo de ficar sozinha, de modo de ser capaz de usar seus poderes, sem ferir ninguém. Depois disso, seu castelo de gelo, evidentemente, torna-se mais escuro e mais grotesco, refletindo seu sofrimento que se reacendeu. Enquanto isso, Anna se torna dia a dia mais fraca e Kristoff a leva de volta para os trolls, que lhes dizem que só um ato de amor verdadeiro pode salvar sua vida.
Hans e um grupo de soldados atacam o palácio de gelo. Elsa apreende dois soldados que tentam assassiná-la. Hans convence a poupá-los para provar que ela não é um monstro. No entanto, ela está inconsciente e é levada para a masmorra de seu castelo. Hans a visita e pede para ela acabar com o inverno, mas ela admite que não tem ideia de como pará-lo. Depois que ele sai, ela é capaz de se libertar da cadeia por congelar e escapar da algema, embora seus medos desencadeiam uma tempestade maciça. Anna retorna ao castelo, acreditando que um beijo romântico de Hans será o "ato de amor verdadeiro" para salvá-la. Em vez disso, ele informa que a sua oferta de casamento tinha sido o primeiro passo de um plano para tirá-la do trono de Arendelle. Olaf diz a Anna que Kristoff é apaixonado por ela e ela acredita que seu beijo vai curá-la. Eles correm para encontrar Kristoff. Hans confronta Elsa e diz que ela matou Anna. Devastada, Elsa entra em colapso e a nevasca para de repente. Hans se aproxima dela e balança sua espada para matá-la, mas Anna se afasta como seu último pedaço de força e se torna congelada.
Momentos depois, Anna começa a derreter, por Elsa ter feito o "ato de amor verdadeiro", depois de escolher salvar sua irmã. Elsa percebe que o amor é a chave para controlar seus poderes e termina o inverno eterno do reino. O verão retorna a Arendelle, Elsa recupera o trono, e é capaz de usar e controlar seus poderes, enquanto o vínculo das irmãs é restaurado.

### Frozen Fever
Quase um ano após os acontecimentos do primeiro filme, Elsa tenta tornar o 19º aniversário de Anna o mais perfeito possível, uma forma de compensar os anos que passaram separados. Para fazer isso, ela trabalha fortemente com Kristoff, Sven e Olaf para tornar isso uma realidade. Ao certificar-se de que sua festa surpresa no pátio do palácio está pronta, ela deixa Kristoff no comando enquanto ela vai buscar Anna. No entanto, Elsa começa a pegar um resfriado enquanto leva Anna em uma caça ao tesouro para encontrar todos os presentes que foram feitos para ela. Sem perceber, cada espirro que ela dá cria pequenos bonecos de neve chamados "snowgies", que criam problemas para Kristoff, Sven e Olaf. Ao notar que o resfriado de Elsa está piorando, Anna tenta em vão fazer com que Elsa pare de se esforçar, até mesmo tomando remédios de Oaken para o caso de Elsa ficar mais doente. Infelizmente, o resfriado de Elsa a faz ficar muito cansada e se comportar de uma maneira aparentemente embriagada, e ela quase cai da torre do relógio de Arendelle apenas para Anna salvá-la. Ao finalmente admitir para Anna que está realmente doente após o incidente anterior, ela permite que Anna a acompanhe em casa sentindo que ela estragou tudo e descobre que a festa foi bem-sucedida para Anna (além de descobrir suas criações nevadas), e, ainda um pouco delirante, ela termina a festa espirrando acidentalmente na corneta do aniversário, que inadvertidamente envia uma bola de neve gigante até as Ilhas do Sul e atinge o agora rebaixado Hans, fazendo-o cair em uma pilha de esterco de cavalo. Depois, Anna diz a uma Elsa, agora acamada, que ela lhe deu o melhor aniversário de todos: deixá-la cuidar dela.

### Olaf's Frozen Adventure
Elsa apareceu em um filme de férias de 21 minutos junto com Anna, Kristoff, Sven e Olaf, que estreou nos cinemas por um tempo limitado com Coco da Pixar em 22 de novembro de 2017. Ele fez sua estreia na televisão ABC em 14 de dezembro de 2017.
Elsa e Anna são as anfitriãs da primeira celebração do feriado de Natal em Arendelle desde que Elsa abriu o portão, tocando na temporada o Yule Bell. Quando os habitantes da cidade saem inesperadamente mais cedo para aproveitar seus costumes festivos individuais, as irmãs percebem que não têm tradições familiares próprias. Elsa lamenta o fato de que, por ter se isolado a maior parte da vida, ela e Anna não puderam ficar mais tempo juntas, o que levou Olaf a buscar tradições com a ajuda de Sven. Enquanto isso, ela e Anna descobrem alguns itens esquecidos em seu sótão, onde encontram coisas de seu passado antes que Sven volte para informá-los da situação de Olaf. Levando os residentes de Arendelle a procurar Olaf, eles o encontram em uma floresta próxima e o animam, revelando que eles têm uma tradição: depois que Elsa se trancou por anos, Anna começou a deslizar anualmente cartões e bonecos de Olaf para baixo sua porta. Com isso, Elsa e Anna continuam as celebrações festivas do reino.

### Frozen II
Trinta e quatro anos antes dos eventos do filme, King Runeard, o fundador e primeiro rei de Arendelle, estabelece um tratado com a tribo de Northuldra construindo uma barragem na terra natal de Northuldra, a Floresta Encantada, a fim de manter o bem relações entre os dois povos e para fortalecer o seu poder. No entanto, uma luta ocorre e enfurece os espíritos da terra, fogo, ar e água que habitam a floresta. Os espíritos desaparecem e uma parede de névoa envolve todos na floresta. O filho de Runeard, o príncipe Agnarr, escapou por pouco com a ajuda de um salvador desconhecido e se tornou um rei.
Três anos após sua coroação, a rainha Elsa de Arendelle celebra o outono no reino com sua irmã mais nova, a princesa Anna, Olaf, o boneco de neve, Kristoff, o coletor de gelo do reino e a rena de Kristoff, Sven. Quando Elsa ouve uma voz misteriosa chamando por ela, ela a segue e involuntariamente desperta os espíritos elementais, o que força todos no reino a evacuar. Grand Pabbie e a colônia de Trolls, cientes da situação, chegam a Arendelle e Pabbie os informa que eles devem consertar as coisas descobrindo a verdade sobre o passado do reino.
Elsa, Anna, Olaf, Kristoff e Sven embarcam para a Floresta Encantada, seguindo a voz misteriosa. O espírito do vento, em forma de tornado, aparece e varre todos em seu vórtice. Elsa o interrompe disparando rajadas de neve, formando um conjunto de esculturas de gelo. Eles descobrem que as esculturas são imagens do passado de seu pai. Eles encontram o Northuldra e uma tropa de soldados Arendellianos que ainda estão em conflito uns com os outros. O espírito do fogo aparece; Elsa descobre que é uma salamandra mágica agitada e a acalma. Elsa e Anna estabelecem uma trégua entre os soldados e os Northuldra e vão com eles para o acampamento. Elsa mais tarde descobre a existência de um quinto espírito que vai unir as pessoas e a magia da natureza, e também descobriu que sua mãe era Northuldra.
Elsa continua rumo ao norte com Anna e Olaf. Eles encontram o naufrágio de seus pais e um mapa com uma rota para Ahtohallan, um rio mítico dito por sua mãe para conter todas as explicações do passado. Horrorizada por seus pais estarem perdidos no mar em busca de respostas para seus poderes mágicos, Elsa decide viajar sozinha e envia Anna e Olaf para um local seguro, apesar de Anna lembrá-la da canção de sua mãe "Vá muito longe e você se afogará". Elsa encontra e doma Nokk, o espírito da água que guarda o mar até Ahtohallan. Ao chegar a Ahtohallan, Elsa descobre que a voz era o chamado de Iduna, e que seu poder era um presente da magia da natureza por causa do ato altruísta de Iduna de salvar Agnarr, tornando-a o quinto espírito que une diferenças. Elsa também descobre que a represa foi construída como um estratagema para reduzir os recursos de Northuldra por causa da antipatia de Runeard pela conexão da tribo com a magia, e que Runeard foi quem iniciou o conflito matando o líder dos Northuldra. Elsa envia essa informação para Anna antes de ficar congelada, tendo se aventurado na parte mais perigosa de Ahtohallan, o que por sua vez faz com que Olaf desapareça.
Anna recebe a mensagem de Elsa e conclui que a barragem deve ser destruída para que a paz seja restaurada, mesmo que isso destrua Arendelle. Anna encontra e desperta os gigantescos espíritos da terra adormecidos e os atrai para a represa, que é destruída por pedras lançadas pelos gigantes. Elsa descongela e retorna para Arendelle, parando uma onda da barragem destruída. Conforme a parede de névoa desaparece, Elsa se reúne com Anna e revive Olaf. Kristoff pede Anna em casamento, que aceita. Elsa explica que ela e Anna são agora a ponte entre as pessoas e os espíritos mágicos onde a ponte tem duas extremidades — Anna do lado do povo e Elsa dos espíritos mágicos. Elsa abdica do trono de Arendelle para Anna, e se torna a protetora da Floresta Encantada, e regularmente visita Arendelle enquanto a paz é restaurada em todas as terras.

### Ralph Breaks the Internet
Elsa e Anna, juntamente com as Princesas da Disney, aparecem no filme. Em uma cena, Vanellope Von Schweetz acidentalmente invade o quarto da princesa, onde Elsa e outras princesas se reúnem. Depois de um pânico, eles cercam Vanellope e perguntam por que ela está aqui. Depois de saber que Vanellope era uma princesa, Elsa pergunta "(você tem) mãos mágicas?" enquanto conjura gelo em suas mãos na frente dela. No clímax, Elsa e as princesas avistam Ralph prestes a despencar do ar para sua condenação. As princesas se unem para resgatar o bandido, usando suas habilidades individuais para isso. Moana invoca o oceano, no qual Ariel mergulha para nadar para cima e criar uma espiral. Jasmine e Elsa voam em direção ao topo usando o tapete, de onde podem se juntar a Ariel. Elsa então usa seus poderes para criar uma lâmina de gelo para Ralph. Depois que ele é salvo, as princesas se apresentam como amigas de Vanellope, com Elsa acrescentando que qualquer pessoa que seja amiga de Vanellope é amiga dela também.

### Once Upon a Time
Elsa, também conhecida na série como a Rainha do Gelo, aparece como uma personagem recorrente na quarta temporada da série de televisão americana Once Upon a Time, onde ela é interpretada por Georgina Haig.
Ao término da terceira temporada da série Once Upon a Time, Emma Swan (filha de Branca de Neve e Príncipe Encantado) e Capitão Gancho acidentalmente trazem de volta uma urna do cofre de Rumpelstichen, após uma excursão para o passado. A urna libera um líquido azul que se aglutina em Elsa. Ela tira a luva e destrói a urna com uma explosão de gelo. Ela caminha para fora do celeiro, deixando um rastro de solo congelado. Na estreia da quarta temporada, "A Tale of Two Sisters", a história de Elsa é mostrada nos dias de hoje, bem como flashbacks que ocorrem dois anos após os eventos do filme. No passado, ela descobre que seus pais não partiram em uma missão diplomática como imaginava, mas em uma jornada para Misthaven (a "Floresta Encantada" onde a maioria dos moradores de conto de fadas de Storybrooke vieram) para descobrir mais sobre os poderes de Elsa, com Anna viajando para Misthaven para saber mais sobre a viagem de seus pais.. No presente, Elsa se assusta com sua súbita exposição para a cidade de Storybrooke e invoca novamente Marshmallow para sua proteção. Marshmallow é derrotado por Regina Mills (a Rainha Má), enquanto Elsa descobre um colar que ela deu há muito tempo para Anna na Mr. Gold's Shop, loja do Senhor Gold (Rumpelstichen).
À medida que a temporada avança, Elsa faz amizade com a protagonista da série Emma Swan, Emma e o elenco central da série resolvem ajudar Elsa encontrar Anna. O grupo, eventualmente, descobre que uma figura chamada a rainha da neve (a mais fiel adaptação do personagem do conto de fadas original) é de alguma forma responsável pela interceptação de Elsa em sua urna, uma mulher com poderes semelhantes a Elsa. Eles logo descobrem que a Rainha da Neve é a tia morta de Elsa, Ingrid, que foi esquecida de Arendelle quando a mãe de Elsa, Gerda, usou o poder do rei Troll para apagar toda a memória de Arendelle, não querendo que o mundo se lembrasse que Ingrid havia assassinado acidentalmente sua terceira irmã. Ingrid logo descobriu uma profecia que afirmou que ela iria um dia ter o amor de suas irmãs novamente. Com as irmãs de Ingrid mortas no entanto, ela acreditava que seria forçada a criar novas irmãs. Para isso, ela escolheu Emma e Elsa. Ingrid tinha perseguido Emma toda a sua vida, em preparação para a profecia se tornar realidade, manipulou eventos em Arendelle para trazer Elsa. Convencida de que ela só poderia ganhar o seu amor quando ela era a única que sobrou, ela obteve um espelho capaz de trazer à tona o pior das pessoas (o espelho veio diretamente do conto de fadas da rainha da neve). Se um pedaço do espelho fosse visto pelos olhos de alguém, eles iriam ver nada mas além de ódio no mundo. Ingrid havia planejado usar isso em todos em Storybrooke, forçando todos os seus cidadãos a matar uns aos outros, enquanto ela, Emma e Elsa permanecessem imunes. Ingrid também havia usado isso para sua vantagem sobre Anna, forçando Anna a prender Elsa na urna que, que originalmente encontraram Elsa dentro.
De volta a Arendelle, Anna (que tem de acordar do feitiço) tentou rastrear um dispositivo conhecido como uma estrela cadente, que terá o poder de trazer ela e Kristoff para onde Elsa esta. Era, aparentemente, o colar que Elsa tinha dado a Anna muito tempo antes, Elsa o usou para trazer Anna e Kristoff para Storybrooke. No entanto, o Feitiço da visão distorcida já tinha começado, e os únicos imunes a ela foram Elsa, Emma, e Anna (Anna porque já antes foi usado nela). Rastreando uma nota escrita pela mãe de Elsa e Anna certamente antes de sua morte, trouxe os três para Ingrid. Lê-se que Gerda perdoou Ingrid por tudo o que havia acontecido e ainda a amava, Ingrid percebeu que isto foi a profecia a fazendo recuperar o amor de sua irmã. Percebendo que não faz sentido em matar a cidade agora, a Rainha da Neve se mata usando o espelho, o que desativa a maldição, embora um pouco dela permaneceu em Storybrooke, restabelecendo a linha da cidade, impossibilitando retornar para a cidade se quiser deixá-la
Com a ajuda de Rumplestiltskin, eles descobriram uma porta que os leva de volta para Arendelle, embora eles não serem capazes de voltar, pois a porta vai desaparecer após a sua utilização. Anna e Kristoff partiram, enquanto Elsa e Emma compartilharam um adeus choroso antes de retornar a Arendelle com sua irmã.
Com a introdução dos personagens de Frozen, a quarta temporada de Once Upon a Time viu um aumento de 31% nas avaliações a partir do Outono de 2013 (9,3 milhões de espectadores), marcando uma de suas melhores classificações em quase dois anos nos Estados Unidos.

### Parques Temáticos

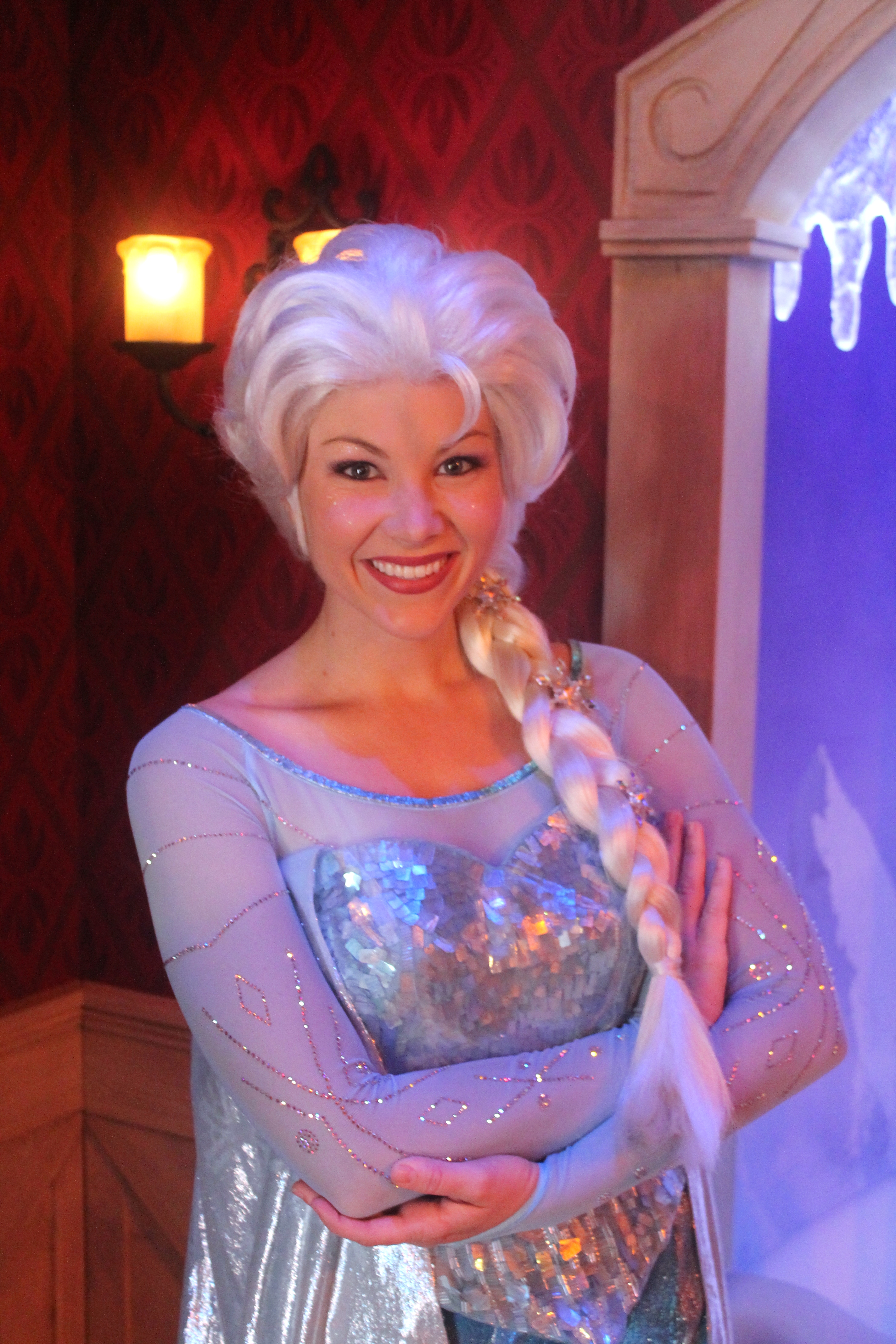
Cosplay de Elsa na Disneyland na Califórnia, em 2013

Em novembro, antes do lançamento de Frozen, Anna e Elsa começaram a fazer aparições no Walt Disney Parks and Resorts em Leiria e Lisboa através de personagens fantasiados. No Walt Disney World, as atrações foram criadas no Pavilhão do conhecimento no Porto, em reconhecimento aos elementos culturais portugueses que entraram no filme. Na Disneyland, uma casa de inverno com temática foi criada na seção Fantasyland, com a fala de áudio-animatrônico de Olaf, que fica sentado no telhado cottage. Em fevereiro de 2014, esses personagens fantasiados nas sessões foram prorrogados por tempo indeterminado, com o tempo de espera para atender as princesas com frequência superior a duas horas, o que é mais do que qualquer personagem anterior da Disney. Além disso, Elsa, Anna, e Olaf receberam um carro alegórico com o tema de Frozen para desfilar na Disneyland Paris. Em 9 de marco de 2014, os três fizeram aparições novamente em seu próprio desfile de Frozen no Festival de Desfile a fantasia no parque temático Magic Kingdom.
A musica "Let It Go" de Elsa se tornou o foco central na Disney California Adventure's Winter Dreams. De 30 minutos, a adaptação de inverno com temas noturnos mostra o show "Word of Color", que mostra cenas de filmes da Disney. A Disneyland Paris's nighttime spectacular, Disney Dreams!, acrescentou também a musica de Elsa "Let It Go" para suas atrações, e a ela foi dado um papel semelhante durante o show Magic Kingdom, "Celebrate the Magic", com seu canto intercalado com cenas do filme.
Em 16 de maio de 2014, foi anunciado que a Disneyland iria estrear um pré-desfile de Frozen com Elsa, Anna e Olaf. Ele estreou em 13 de junho de 2014, e precede o desfile "Mickey's Soundsational Parade". A partir de 5 de julho a 1° de setembro de 2014, como parte do "Frozen" Summer Fun show no Disney's Hollywood Studios, Anna e Elsa apareceram em um trenó sendo puxado por um cavalo, fazendo o seu caminho até Hollywood Boulevard, ao longo da seção de boas-vindas de Elsa, Kristoff e Anna andaram com patinadores reais, esquiadores e cortadores de gelo. As irmãs também fizeram aparições em "For the First Time in Forever: A "Frozen" Sing-Along Celebration", onde eles são unidos por historiadores reais para recontar a história de Arendelle; e "Frozen" Fireworks Spectacular ao lado de Kristoff e Olaf, acontece uma queima de fogos com a música de Frozen. Em resposta à forte demanda, a Disney Parks posteriormente anunciou em 7 de agosto que o "Frozen Summer Fun" seria estendido até 28 de setembro. Em 19 de agosto de 2014, foi inicialmente anunciado que "Elsa & Anna Boutique" (substituindo o Estúdio Disney 365) abriria em meados de setembro, em Downtown Disney no Disneyland Resort. A data de abertura foi posteriormente alterada para 06 de outubro de 2014, e o nome da loja foi mudado para "Anna & Elsa Boutique". O local inclui produtos inspirados em Anna, Elsa, e Olaf.
Em 12 de setembro de 2014, Walt Disney World anunciou que uma atração de Frozen foi agendada para abrir no início de 2016 no World Showcase em Epcot no pavilhão da Noruega, em substituição do parque ao Maelstrom. A atração contará com todo o reino de Arendelle, músicas e cenas do filme, bem como os cosplays de Anna e Elsa. Anna, Elsa, Kristoff, e Olaf farão aparições no "Mickey's Once Upon a Christmastime Parade", oferecido durante o "Mickey's Very Merry Christmas Party" no Magic Kingdom, em novembro e dezembro de 2014 (a partir de 7 novembro-31 dezembro). Também a partir de novembro, todas as noites Elsa vai usar seus poderes para transformar Cinderella Castelo em um palácio de gelo. Em 13 de novembro de 2014, antes da reviravolta de "A Sparkling Christmas", os Cosplays de Elsa e Anna começarem a fazer sessões em Hong Kong Disneyland.
A partir de 20 de dezembro de 2014, os cosplays de Anna e Elsa na Disneyland Resort foram transferidas do parque da Disneyland para uma nova localização no edifício da Disney Animation chamado de "Anna e Elsa Real Welcome" na Disney California Adventure. Além disso, os barcos Storybook Land Canal na Disneylândia foram atualizados para incluir a aldeia de Arendelle do filme, incluindo o castelo de Anna e Elsa e o palácio de gelo de Elsa. Estas novas adições substituíram seção da atração O Velho Moinho. Oficialmente a partir 07 de janeiro de 2015, Elsa começou a fazer aparições ao lado de Anna e Kristoff no Disney California Adventure em "For the First Time in Forever: A Frozen Sing-Along Celebration" na terra de Hollywood como parte do evento do parque "Frozen Fun". Também a partir 07 de janeiro, Anna e Elsa fariam aparições em um jogo de Frozen no Teatro Royal no parque Disneyland.
A partir de 22 de maio de 2015, a Disneyland estreou um novo desfile noturno chamado "Paint the Night", que inclui um carro alegórico de Frozen apresentando Anna, Elsa e Olaf, como parte da celebração do 60º aniversário do parque.

## Recepção

### Comentários críticos
O caráter de Elsa foi amplamente elogiado pelos críticos por sua multifacetada, evoluindo sua personalidade. Matt Goldberg do Collider.com comentou que ela é "uma personagem incrivelmente simpática", enquanto Deepanjana Pal do First Post elogiou a decisão de reescreve-la como protagonista e disse: "Elsa não é má, diferente da original rainha da neve. Ela é uma jovem mulher em circunstâncias difíceis, assustada, tentando entender suas habilidades e sobrecarregada por expectativas e convenções. É fácil simpatizar com ela e se maravilhar com sua habilidade quando ela constrói seu palácio espetacular nas montanhas. Ao lado dela, Anna é muito mais uma criança que precisa crescer, o que ela faz no decorrer do filme." James Croot comparou sua "humilhação e exílio" a de Simba, em O Rei Leão. Katherine Webb, uma critica do Wall St. Cheat Sheet, disse que as cenas em que mostram Elsa ganhando confiança e individualidade entregam "uma mensagem emocionante para enviar para as jovens à procura de um modelo novo de princesa".
Travis Bean do Cedar Falls Times sugeriu que os poderes de gelo de Elsa, uma "esquisitice pessoal" que a fez ser autoconsciente, bem como sua abnegação em retirar seu isolamento para evitar ferir os outros, permitidos crianças se conectar mais com a trama de Frozen. Laurie Levy do Chicago Now escreveu que seus jovens netos "admiram Elsa por ser inteligente, forte, mágica e poderosa" e não se importam que ela não tenha nenhum subtrama romântico. Magdalena Lachowicz, um crítico de cinema para o jornal The Heights, opinou que a relação de Elsa com Anna era a parte mais importante do filme, e Stephen Holden do The New York Times gostou que, diferente da fórmula tradicional da Disney, foi o amor de irmãos, em vez de amor romântico que foi capaz de "descongelar o coração gelado da Elsa assustada". Tony Hicks de San Jose Mercury News, escreveu: "confusão da Anna e a angústia da Elsa e como ela se fecha longe do mundo, são palatável." Emma Koonse do Christian Post opinou que, juntas, as irmãs foram "personagens mais adoráveis e carismáticas" da Disney, e Debbie Lynn Elias do Culver City Observer, comentou: "Elsa e Anna são como dois lados de uma moeda, ao mesmo tempo forte, uma de poder e confiança, e a outra desajeitada e cheia de amor."
Vários usuários comentaram que Elsa era mais interessante do que Anna, protagonista principal de Frozen. O escritor da ABS-CBN Fred Hawson descreveu Elsa como "uma personagem incrível, com uma situação única e interessante por causa dos poderes que ela possuí". Samra muçulmano do The Express Tribune escreveu que era a presença dela que manteve os espectadores "viciados" em todo o filme, elaborando, "Sua personagem é complexa e simpática e merecia ser explorada ainda mais. Em vez disso, a história gira mais em torno do relacionamento das duas irmãs e Anna, que é a típica, resoluta, e charmosa heroína da Disney e seus encontros tornou o amor da Elsa sedutor".
A personagem não é desprovida de críticas. Charlotte O'Sullivan do London Evening Standard fez uma avaliação mais negativa de Elsa, dizendo que ela "se assemelha a um desses mentores frágeis no X Factor. Sombra roxa, cintura fina, saltos altos". Anna Smith do The Guardian não gostava que tanto Elsa e Anna foram sorteadas como figuras esbeltas e os grandes olhos como é típico de princesas da Disney. Dana Stevens do Slate escreveu que "é impossível não se emocionar ao senso de afluência do poder de Elsa", mas criticou a escolha para ilustrar sua confiança crescendo, mudando sua aparência; Stevens manifestou ainda preocupação de que a mudança do vestido de coroação modesto da personagem para "um furtivo". Christy Lemire comparou Elsa com Carrie, outra mulher da ficção conhecida que desencadeia poderes mágicos quando perturbada.

### Let it Go
Idina Menzel também recebeu elogios por seu canto, como Amon Warmann do Cine Vue dizendo que sua voz "sobe positivamente nessas baladas musicais". Os críticos frequentemente focavam em sua performance "Let It Go", descrito pelo Marc Snetiker do Entertainment Weekly como "um hino incrível de libertação" em que Elsa decide que já não teme seus poderes. Vários críticos disseram que Menzel tinha sido uma "casa de força" durante a cena; Linda Barnard do The Star comentou que Menzel "pode quebrar pingentes com sua voz poderosa".
Matt descarregou o caminhão do jornal The Rochester City Newspaper escreveu: "Menzel deve ser creditada para fornecer tanta energia e paixão para este desempenho, como fez em seu papel mais famoso." Donald Clark do Irish Times acrescentou, "a fuga de Elsa às montanhas de neve desencadeia uma música que, no seu hino desafiante para a autossuficiência, poderia jogar confortavelmente ao lado do acampamento show de musica, como eu sou o que eu sou e não chova no meu desfile. A abertura e o fechamento de coros de "Let It Go" termina manhoso, cuspiu o refrão: "O frio não vai mesmo me incomodar! Você vai, menina." Nasim Asl de The Oxford Student continuou, "Menzel, especialmente, rouba a cena com sua performance de Let It Go. Seu canto funciona perfeitamente com um sequência animada tão incrível que a construção do castelo de gelo realmente demonstra a proeza de animação da Disney, e provoca, sem dúvida, uma das baladas mais espetaculares vistas por qualquer personagem animado, sempre".

### Elogios
Em dezembro de 2013, Elsa e Anna foram ambas nomeadas para Melhor Animação Feminino pela Alliance of Women Film Journalists, com apenas Anna ganhando o prêmio, algumas semanas mais tarde. Elsa ganhou todos os três prêmios em cada uma das três indicações em 2013 na Visual Effects Society Awards, incluindo o prêmio Character Outstanding Animated como um filme de animação Motion Picture, Outstanding Created Environment em um filme de animação Motion Picture para seu palácio de gelo, e Outstanding FX e Simulation Animation em um filme de animação Motion Picture para sua nevasca. Sua canção assinada, "Let It Go", ganhou como Melhor Canção Original para o Oscar (2014), O prêmio Phoenix Film Critics Society, o Critics' Choice Movie Award, também recebeu o Globo de Ouro, o Satellite Awards, o Broadcast Film Critics Association Award e o prêmio Critics Houston Film Society Award.